# Коргот-Варвар
Коргот-Варвар (англ. Korgoth of Barbaria) — пілотний епізод того, що спочатку планувалося як американський анімаційний телевізійний серіал для дорослих, створений Аароном Спрінгером, художником розкадровки, сценаристом і режисером «Лабораторії Декстера», «Похмурі пригоди Біллі та Менді», «Самурая Джека» і «Губки Боба Квадратні Штани», який раніше створив ще один невдалий пілотний проект на студії Cartoon Network Studios під назвою «Барвінок навколо світу». Пізніше він продюсував «Супер-пупер підземне літо Біллі Діллі» для Disney XD. Генді Тартаковський, творець «Лабораторії Декстера» та «Самурая Джека», керував анімацією для пілотного проекту. Це був не єдиний раз, коли він працював над пілотом, створеним компанією Springer, оскільки Тартаковський також був продюсером і режисером мультфільму «Барвінок навколо світу».
Вперше він вийшов в ефір у США 3 червня 2006 року о 12:30 за східним часом на каналі Adult Swim. 18 червня на каналі Adult Swim з'явився бампер, в якому повідомлялося, що «Коргот-Варвар» був офіційно прийнятий в серіал через його критичний і комерційний успіх, а також високі рейтинги. Подальші події, включаючи офіційну петицію про відродження шоу  та оголошення на бампері Adult Swim про його скасування, вказують на те, що серіал було знято ще до початку виробництва через високі виробничі витрати . 

## Епізод

### Короткий зміст
З сайту Adult Swim:
| Ліві лапки | У темній пустці майбутнього великі міста піднімалися і падали, первісні звірі повернули собі дику природу, а злодії і дикуни населяють рідкісні, брудні містечка. З замерзлої півночі з'являється воїн, відомий як Коргот, і його нещадна жорстокість може бути його єдиним ключем до виживання. | Праві лапки |

«Коргот-Варвар» наслідував подвиги однойменного Коргота (його озвучив актор Дідріх Бадер) , і пародіював Конана-варвара, а також піджанр «меча і чаклунства» в цілому. Дія серіалу розгортається у постапокаліптичному світі, де чаклунство і залишки технологій існують одночасно. Музичну тему в стилі хеві-метал/треш-метал написав Лі Холдрідж.

## Озвучування
- Дідріх Бадер - Коргот, поплічник №1
- Корі Бертон - Спекулес, оповідач, швейцар, поплічник №2
- Крейг Т. Рейснер - Гог-Ма-Гог, Баргрот
- Джон ДіМаджіо - Стинк, Скротус, Посіпака №4
- Том Кенні - Гаргон, Посіпака №3
- Сьюзан Спано - Орала